# Glorup
Glorup er en herregård i Svindinge Sogn på Sydøstfyn. Den er på 755 ha, heraf ager 363, skov 363 og andet 29 ha.
Glorup indgår i Danmarks kulturkanon i kategorien arkitektur.
Parken anses som "en af de fineste privatejede historiske haver i Danmark".

## Historie
Den er nævnt midt i det 14. århundrede og lå nærmere landsbyen Svindinge. Den blev opført i det 15. århundrede på sin nuværende plads. Glorup var en renæssancegård, men blev i 1742-43 ombygget i barokstil af Philip de Lange og dernæst i 1762-65 ombygget af Christian Joseph Zuber (efter udkast af Nicolas-Henri Jardin) til et typisk louis seizeslot med tilhørende anglo-kinesisk have. Tagrytteren er tilføjet 1773-75. Nyt tag i 2003.
H.C. Andersen var en hyppig gæst på Glorup og opholdt sig der i alt ca. ét år af sit liv.
Glorup er i sameje med Rygård. De to godser er tilsammen på 1132 ha. Begge indgik tidligere i Stamhuset Moltkenborg, der blev oprettet af Sophie Hedvig Raben til fordel for hendes ældste søn grev Gebhard Moltke.

## Markante slægter på Glorup
- Valkendorf – ca. 1480-1660
- Plessen -ca. 1710-1760
- Moltke -ca. 1760-i dag

## Landsby i engelsk cottage-stil
I 1870'erne blev der opført en række boliger i cottage-stil til de ansatte på godset. Arkitekt for den landsbylignende klynge af bygninger var Vilhelm Tvede.

## Ejere af Glorup
- (1390-1420) Povl Nielsen
- (1420-1479) Forskellige Ejere
- (1479-1532) Axel Valkendorf
- (1532-1562) Henning Valkendorf
- (1562-1601) Christoffer Valkendorf
- (1601-1605) Erik Valkendorf
- (1605-1626) Henning Valkendorf
- (1626-1658) Enke Fru Anna Brockenhuus, gift Valkendorf
- (1658-1661) Henning Valkendorf
- (1661) Henning Powisch
- (1661-1694) Hans von Ahlefeldt
- (1694-1711) Enke Fru Anna von Rumohr, gift von Ahlefeldt
- (1711-1712) Anna von Rumohrs dødsbo
- (1712-1723) Christian Siegfried von Plessen
- (1723-1752) Christian Ludvig von Plessen
- (1752-1754) Christian Sigfred von Plessen
- (1754-1757) Frederik Christian Otto lensgreve von Wedel-Jarlsberg
- (1757-1762) Hans Riegelsen
- (1762-1793) Adam Gottlob lensgreve Moltke
- (1793) Enkefru Sophie Hedvig Raben, gift Moltke
- (1793-1851) Gebhard greve Moltke(-Huitfeldt)
- (1851-1876) Adam Gottlob greve Moltke-Huitfeldt
- (1876-1892) Enkefru Eliza Razumowska, gift Moltke-Huitfeldt
- (1892-1896) Gebhard Léon greve Moltke-Huitfeldt
- (1896-1902) Enkefru Marie Seebach, gift Moltke-Huitfeldt
- (1902-1944) Adam Gottlob Carl greve Moltke-Huitfeldt
- (1944-1965) Léon Charles Joseph greve Moltke-Huitfeldt
- (1965-2004) Alice Marie Louise Léonsdatter komtesse Moltke-Huitfeldt, gift baronesse Rosenkrantz
- (2004-) Jacob Arild Moltke-Huitfeldt Rosenkrantz (født 1980)

## Glorup trinbræt
Glorup havde trinbræt på Svendborg-Nyborg Banen (1897-1964). Det lå 1 km øst for herregården.